# Ciro Rodriguez
Ciro Davis Rodriguez (Piedras Negras, 9 dicembre 1946) è un politico statunitense, membro della Camera dei Rappresentanti per lo stato del Texas dal 1997 al 2005 e poi ancora dal 2007 al 2011.

## Biografia
Nato in Messico, Rodriguez crebbe a San Antonio e dopo il college lavorò come assistente sociale.
Entrato in politica con il Partito Democratico, nel 1986 venne eletto all'interno della legislatura statale del Texas, servendo per dieci anni alla Camera dei rappresentanti del Texas.
Nel 1997 si candidò alla Camera dei Rappresentanti nazionale per il seggio rimasto vacante dopo la morte del deputato Frank Tejeda e riuscì a vincere le elezioni speciali. Gli elettori lo riconfermarono per altri tre mandati completi. Nel 2004 lasciò il seggio dopo essere stato sconfitto nelle primarie democratiche da Henry Cuellar.
Nel 2006 cercò nuovamente l'elezione al Congresso sfidando Cuellar, ma per la seconda volta perse le elezioni primarie a favore dell'avversario. Alcuni mesi dopo, tuttavia, la Corte Suprema sancì che i distretti congressuali del Texas erano stati definiti in maniera impropria violando il Voting Rights Act e ordinò la creazione di una nuova mappa. Rodriguez si candidò così per un altro distretto, sfidando il deputato repubblicano Henry Bonilla e fu eletto.
Dopo essere stato riconfermato per un altro mandato nel 2008, nel 2010 Rodriguez fu sconfitto dall'avversario repubblicano Quico Canseco. Nel 2012 annunciò il suo intento di sfidare nuovamente Canseco ma perse le primarie a favore di Pete Gallego, il quale riuscì poi a sconfiggere Canseco.
Nel 2014 divenne giudice di pace nella contea di Bexar.